# Гамаліївка (Шосткинський район)
Гамалі́ївка — село в Україні, у Шосткинській міській громаді Шосткинського району Сумської області. Населення становить 534 особи. Колишній орган місцевого самоврядування — Гамаліївська сільська рада.
Село відоме завдяки Гамаліївському (Харлампіївому) монастирю, заснованому 1713 року.

## Географія
Село Гамаліївка розташоване на березі річки Шостка (здебільшого на лівому), вище щодо течії на відстані 2,5 км лежить село Макове, нижче за течією на відстані 1 км — місто Шостка. Розташоване за 8 км від райцентру та за 2 км від залізничної станції Макове.
Біля села є кілька масивів садових ділянок.
Через село проходить автомобільна дорога Т 2502 (Р65).

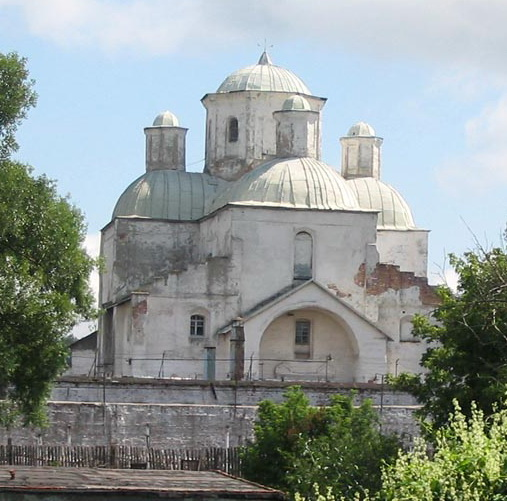
Гамаліївський монастир

## Символіка
Червона перев'язь з трьома позолоченими камінчиками (взята з герба Антіна Гамалії, який започаткував будівництво монастиря і іменем якого назване село) ділить герб села на 2 частини. Червону перев'язь також можна трактувати як мури навколо храму, а коштовне каміння - монастир є справжньою перлиною української архітектури. У верхній зеленій частині зображений домінант монастиря - собор Різдва-Богородиці Гамаліївського (Харлампіївого) монастиря. У нижній синій - герб родина Скоропадських, які після Гамалії стали власниками села і опікувалися розбудовою монастиря. В рамках цього герба три стріли можна трактувати як три представники родини, поховані на території обителі: гетьман Іван Скоропадський, його дружина Анастасія Маркович та дочка Уляна. Синій колір - монастир закладено поблизу криниці живої води на лівому березі річки Шостки, біля дубини (зелений колір).

## Історія
У 2-й половині XVII століття козак Степан Бугай захопив землі на річці Шостці, лівій притоці р. Десни. Генеральний осавул Антін Андрійович Гамалія відкупив у нього це займище, спорудив на річці млина і біля нього осадив слобідку, яка отримала назву від його прізвища.
Після 1709 року слобода перейшла у власність Скоропадських.

## Населення
Згідно з переписом УРСР 1989 року чисельність наявного населення села становила 645 осіб, з яких 279 чоловіків та 366 жінок.
За переписом населення України 2001 року в селі мешкала 531 особа.

### Мова
Розподіл населення за рідною мовою за даними перепису 2001 року:
| Мова       | Кількість | Відсоток |
| ---------- | --------- | -------- |
| українська | 473       | 88.58%   |
| російська  | 59        | 11.05%   |
| білоруська | 2         | 0.37%    |
| Усього     | 534       | 100%     |

## Соціальна сфера
Біля села (в будівлях колишнього монастиря) міститься Шосткинська виправна колонія № 66. Начальник колонії — Зюзько Олександр Миколайович. У різні роки установу очолювали: А. М. Парфентьєв, А. Є. Чмир, М. Г. Букус, В. С. Деркач, Я. І. Кіс, Г. О. Глущенко.
Діє вечірня (змінна) школа при Шосткинській виправній колонії № 66. Директор — Матюшенко Олександр Миколайович.